# Swizz Beatz
Swizz Beatz (* 13. September 1978 in Brooklyn, New York; eigentlich Kasseem Daoud Dean) ist ein amerikanischer Hip-Hop-Produzent und Rapper.

## Leben
Swizz Beatz war Hauptproduzent beim Label Ruff Ryders und besitzt ein eigenes Plattenlabel namens Full Surface Records, bei dem auch Künstler wie Cassidy, Bone Thugs-N-Harmony oder Eve unter Vertrag stehen. Er arbeitete unter anderem mit Künstlern wie Mary J. Blige, Nas, Jay-Z, DMX, Fabolous, Eve, Cassidy und Game zusammen. Seine meisten musikalischen Werke produziert er mit seinem Studiopartner Kenny Lloyd, welcher ihm meist als Ingenieur zur Seite steht.
Swizz Beatz veröffentlichte 2002 sein Produzentenalbum G.H.E.T.T.O. Stories. Bisher wurden über 90 Millionen von Swizz Beatz produzierte Tonträger verkauft.
In dem Videospiel Grand Theft Auto IV ist Swizz Beatz’ Single Top Down im fiktionalen Radioprogramm enthalten.
Von 2004 bis 2008 war er mit R’n’B-Sängerin Mashonda verheiratet und hat mit ihr zwei Söhne. Seit Herbst 2008 ist er mit Alicia Keys liiert, die er am 31. Juli 2010 heiratete. Im Oktober 2010 kam ihr erster gemeinsamer Sohn zur Welt, im Dezember 2014 der zweite.

## Diskografie

### Alben
- 2002: Swizz Beatz Presents G.H.E.T.T.O. Stories
- 2007: One Man Band Man
- 2018: Poison

### Singles (Auswahl)
- 2010: So Appalled (Kanye West feat. Jay-Z, Pusha T, RZA, Cyhil Da Prynce & Swizz Beatz; US: Gold)
- 2010: Fancy (mit Drake & T.I.; UK: Silber)
- 2012: Ima Boss (Remix) (Meek Mill feat. T.I., Birdman, Lil Wayne, DJ Khaled, Rick Ross & Swizz Beatz)

### Produktionen (Auswahl)
- Check on It von Beyoncé feat. Slim Thug & Bun B
- Touch It von Busta Rhymes
- Get No Better von Cassidy feat. Mashonda
- Hotel von Cassidy feat. R. Kelly
- All About the Fame von Chamillionaire (Produziert von Swizz Beatz & The Neptunes)
- Ruff Ryders Anthem von DMX
- Who’s That Girl von Eve
- Now That You Got It von Gwen Stefani
- Jigga My Nigga von Jay-Z
- Rollin’ (Urban Assault Vehicle) von Limp Bizkit
- Like That von Memphis Bleek
- Aim for the Head von The Game feat. Cassidy
- Shine von Estelle
- We in Here von DMX
- Scream on Em von The Game
- Million Dollar Billv von Whitney Houston
- I Can Transform Ya von Chris Brown feat. Lil Wayne
- Spit Your Game von Notorious B.I.G. feat. Twista & Krayzie Bone
- On to the Next One von Jay-Z
- Iron Man von Busta Rhymes